# Gambacher Kreuz
Das Gambacher Kreuz (auch: Autobahnkreuz Gambach) ist ein Autobahnkreuz in Hessen in der Metropolregion Rhein-Main. Es verbindet die Bundesautobahn 5 (Hattenbacher Dreieck – Basel; E 451) mit der Bundesautobahn 45 (Sauerlandlinie; E 41).

## Geografie
Das Autobahnkreuz liegt größtenteils auf dem Stadtgebiet von Münzenberg im Wetteraukreis, Teile der Tangentenrampen liegen jedoch auch auf dem Stadtgebieten von Pohlheim im Landkreis Gießen. Nächstgelegene Stadtteile sind das namensgebende Gambach (zu Münzenberg gehörig), Holzheim (zu Pohlheim gehörig) und Eberstadt (zu Lich gehörig). Es befindet sich etwa 15 km südlich von Gießen, etwa 40 km nördlich von Frankfurt am Main und etwa 20 km südöstlich von Wetzlar.
Das Gambacher Kreuz trägt auf der A 5 die Anschlussstellennummer 11, auf der A 45 die Nummer 35.

## Geschichte
Das Gambacher Kreuz entstand durch den Bau der so genannten Sauerlandlinie, der A 45, von Dortmund nach Gießen. Dabei endete die Verbindung vorerst an der bestehenden A 5. So wurde das heutige Kreuz bis zum Weiterbau der A 45 bis Aschaffenburg als Dreieck bezeichnet, obwohl es aufgrund der noch heute fehlenden Verbindung von der A 45 auf die A 5 Richtung Bad Hersfeld de facto nur eine Autobahngabelung war. An diesem Autobahndreieck gab es jedoch schon Vorleistungen für den bereits geplanten Weiterbau. Aufgrund der bereits vorher starken Verkehrsströme vom Ruhrgebiet ins Rhein-Main-Gebiet wurde die Verbindung von Anfang an zweispurig ausgeführt.
Seit 2010 gibt es im Bereich des Kreuzes eine Verkehrsbeeinflussungsanlage.

### Planungen
Es existieren Planungen, die A 5 vom Gambacher Kreuz bis zum Hattenbacher Dreieck durchgängig sechsstreifig auszubauen. Hierfür wurde die Brücke der östlichen Richtungsfahrbahn über die Landesstraße 3132 abgerissen und durch einen Neubau ersetzt. Auch die A 45 in Richtung Dortmund soll in Zukunft auf drei Fahrspuren pro Richtung ausgebaut werden.

## Bauform und Ausbauzustand
Das Autobahnkreuz wurde als Kleeblatt mit einer zweispurigen, halbdirekten Verbindungsrampe von der A 5 aus Richtung Frankfurt/Main zur A 45 in Richtung Dortmund angelegt. Auch die Verbindung von Dortmund in Richtung Frankfurt ist zweistreifig. Im Bereich des Autobahnkreuzes sind beide Autobahnen vierstreifig ausgebaut. Die A 5 wird nach Verlassen des Kreuzungsbereichs in Richtung Frankfurt sechsspurig weitergeführt. Zudem gibt es bereits Vorleistungen, die es ermöglichen, die A 45 im Kreuzbereich Richtung Aschaffenburg sechsspurig auszubauen. Eine Verwirklichung ist aufgrund des schwachen Verkehrsstroms und der verworfenen Verlängerung der Autobahn über das Rhein-Main-Gebiet hinaus jedoch unwahrscheinlich.
Das Gambacher Kreuz verfügt über keine Verbindungsfahrbahnen von der A45 aus Richtung Dortmund auf die A5 in Richtung Kassel und umgekehrt. Jene wurden aufgrund der schwachen Verkehrszahlen für diese Verkehrsbeziehung schon beim Bau nicht angelegt. Deshalb wird diese Relation nur durch Vermeidung des Knotenpunktes und die Benutzung des Gießener Rings (oder durch Benutzung der Wendeschleifen in den Anschlussstellen Butzbach (A5/12) oder Münzenberg (A45/36)) ermöglicht. Für die Straßenwartung durch die Autobahnmeisterei gibt es jedoch mehrere Betriebsrampen, die nur unzureichend ausgebaut sind.
Durch den Knotenpunkt verläuft zudem die Landesstraße 3132, die innerhalb des Kreuzes parallel mit der halbdirekten Verbindung in Richtung Dortmund geführt wird.

## Verkehrsaufkommen
Das Kreuz wird täglich von rund 128.000 Fahrzeugen befahren.
| Von                      | Nach                 | Durchschnittliche tägliche Verkehrsstärke | Anteil Schwerlastverkehr |
| ------------------------ | -------------------- | ----------------------------------------- | ------------------------ |
| AS Fernwald (A 5)        | Gambacher Kreuz      | 47.800                                    | 15,5 %                   |
| Gambacher Kreuz          | AS Butzbach (A 5)    | 98.400                                    | 14,1 %                   |
| Gießener Südkreuz (A 45) | Gambacher Kreuz      | 75.700                                    | 14,4 %                   |
| Gambacher Kreuz          | AS Münzenberg (A 45) | 33.900                                    | 15,5 %                   |